# 四闸站
四闸站是位于内蒙古自治区五原县四闸村的一个铁路车站，邮政编码15114。车站建于1989年，有包兰铁路经过该站，现不办理客货运业务，车站及其上下行区间均为电气化区段。车站距离包头站170公里，隶属呼和浩特铁路局，是五等站。